# مقابر العائلة الملكية (الإمام الشافعي)
مقابر العائلة الملكية أو مقابر أسرة محمد علي باشا أو حوش الباشا بمقابر الإمام الشافعي بالقاهرة، هي مجموعة مدافن تعود للأسرة الملكية العلوية بجوار مسجد الإمام الشافعي. تقع مجموعة المقابر تحت ثلاث قباب كبيرة الحجم وبجوارها ثلاث أخرى متوسطة محمولة جميعها علي أعمدة حجرية مربعة، وتتزين الأضرحة بمجموعة من النقوش والزخارف الفنية الدقيقة. يعلو مدخل المدفن قبة صغيرة تتدلى منها ثريا نحاسية ويؤدي إلي صالة كبيرة ذات بابين يؤدي كل منهما إلي حديقة المدفن وفي نهاية الصالة باب كبير يؤدي إلي داخل المدفن.

## المقابر
- قبر والي مصر إبراهيم باشا ابن محمد علي باشا ويتكون ضريحه من ثلاثة طوابق هرمية من المرمر الإيطالي، ومزخرف بالكامل من القاعدة الأرضية حتي أعلي الشاهد بأشكال نباتية وعربية علي الطراز الإسلامي ويمثل في بنائه وزخارفه وحدة هندسية متكاملة الشكل، ويعلو الضريح شاهدان للقبر الأول كتب عليه أبيات الشعر والمدح والرثاء، والآخر كتب عليه تعريف بصاحبه باللغة التركية ويعلوه الطربوش التركي باللون الأحمر.
- ضريح والي مصر عباس حلمي الأول، ويتكون من ثلاثة طوابق منقوشة بأشكال نباتية وعربية جميلة يعلوه شاهد كتب عليه باللغة التركية تعريف بصاحب القبر، والدعاء له، ويعلو الشاهد الطربوش التركي. وأحيط القبر بسور نحاسي ضخم منقوش بأشكال هندسية مفرغة.
- قبر والي مصر محمد سعيد باشا.
- ضريح شفق نور هانم والدة الخديوي توفيق وهو من أضخم وأفخر الأضرحة النسائية بمجموعة مدافن الإمام الشافعي، وطوله نحو ثلاثة أمتار، وعرضه متر ونصف المتر، وارتفاعه عند الشاهد 4 أمتار، وهو مصنوع من الألبستر النادر.
- قبر إلهامي باشا ابن عباس حلمي الأول وضريحه طابقان من الرخام المزخرف، وقد نقشت عليه الآيات القرآنية.
- قبر فتحية هانم زوجة عباس حلمي الأول.
- قبر الأميرة شمس زوجة عباس حلمي الأول.
- قبر الأميرة ملك زوجة محمد سعيد باشا.
- قبر الأميرة إنجي زوجة محمد سعيد باشا.
- قبر الأمير أحمد بن إبراهيم باشا.
- قبر الأميرة عين الحياة والدة محمد سعيد باشا.
- قبر الأمير طوسون باشا ابن محمد سعيد باشا.
- قبر الأمير محمد ابن طوسون باشا ابن محمد سعيد باشا.
- قبر الأمير محمود طوسون باشا ابن محمد سعيد باشا.
- قبر الأمير محمود بن محمد سعيد باشا.
- قبر الأمير محمد علي ابن إسماعيل باشا.
- قبر رقية هانم ابنة يكن باشا شقيق نور هانم.
- قبر الأميرة زينب ابنة يكن باشا شقيق نور هانم.

وفي خارج هذه المدافن توجد مجموعة من المدافن لبعض أفراد الأسرة، كما يقال إن تحتها يرقد الأربعون مملوكا ضحايا مذبحة القلعة.

## معرض صور

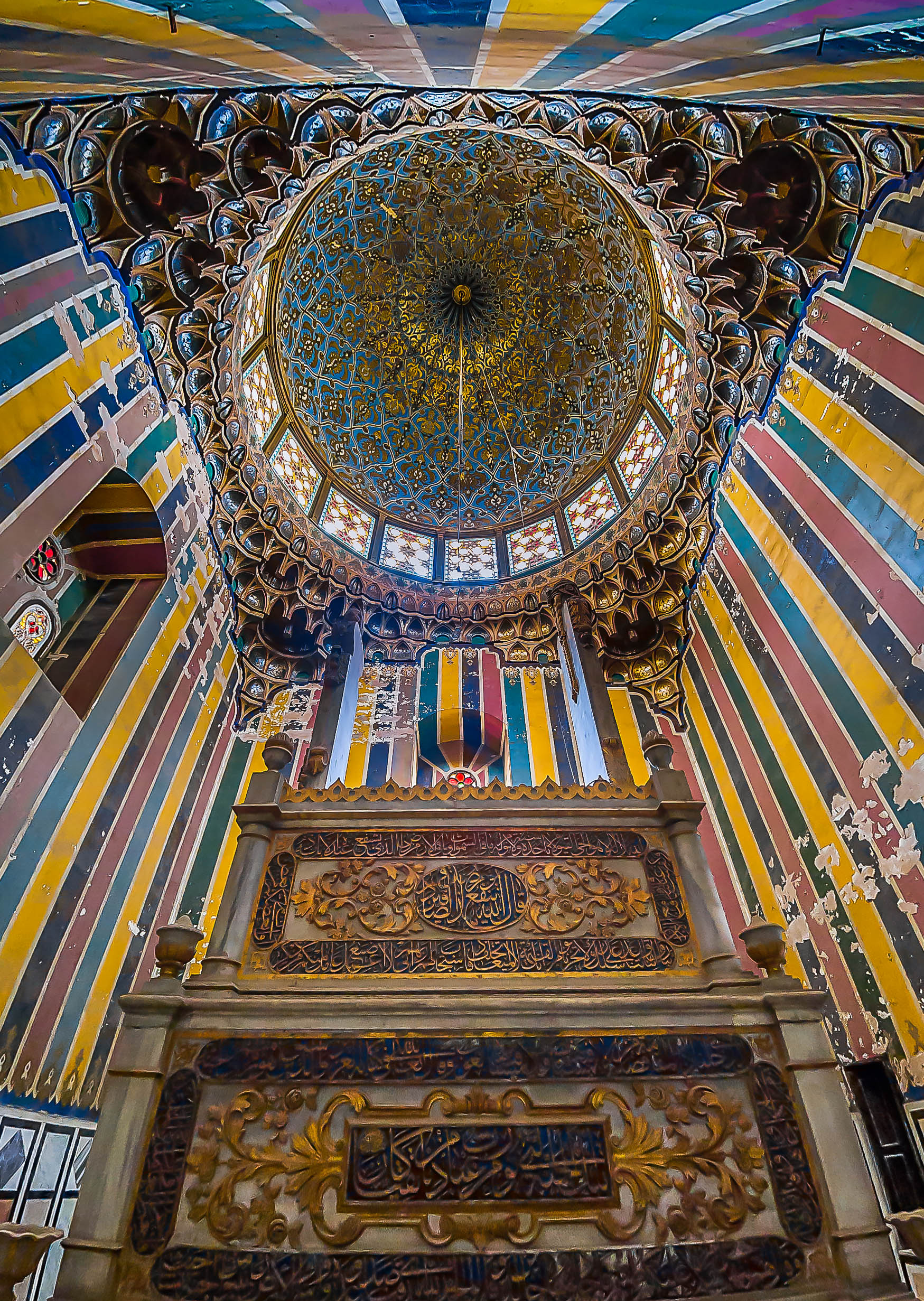
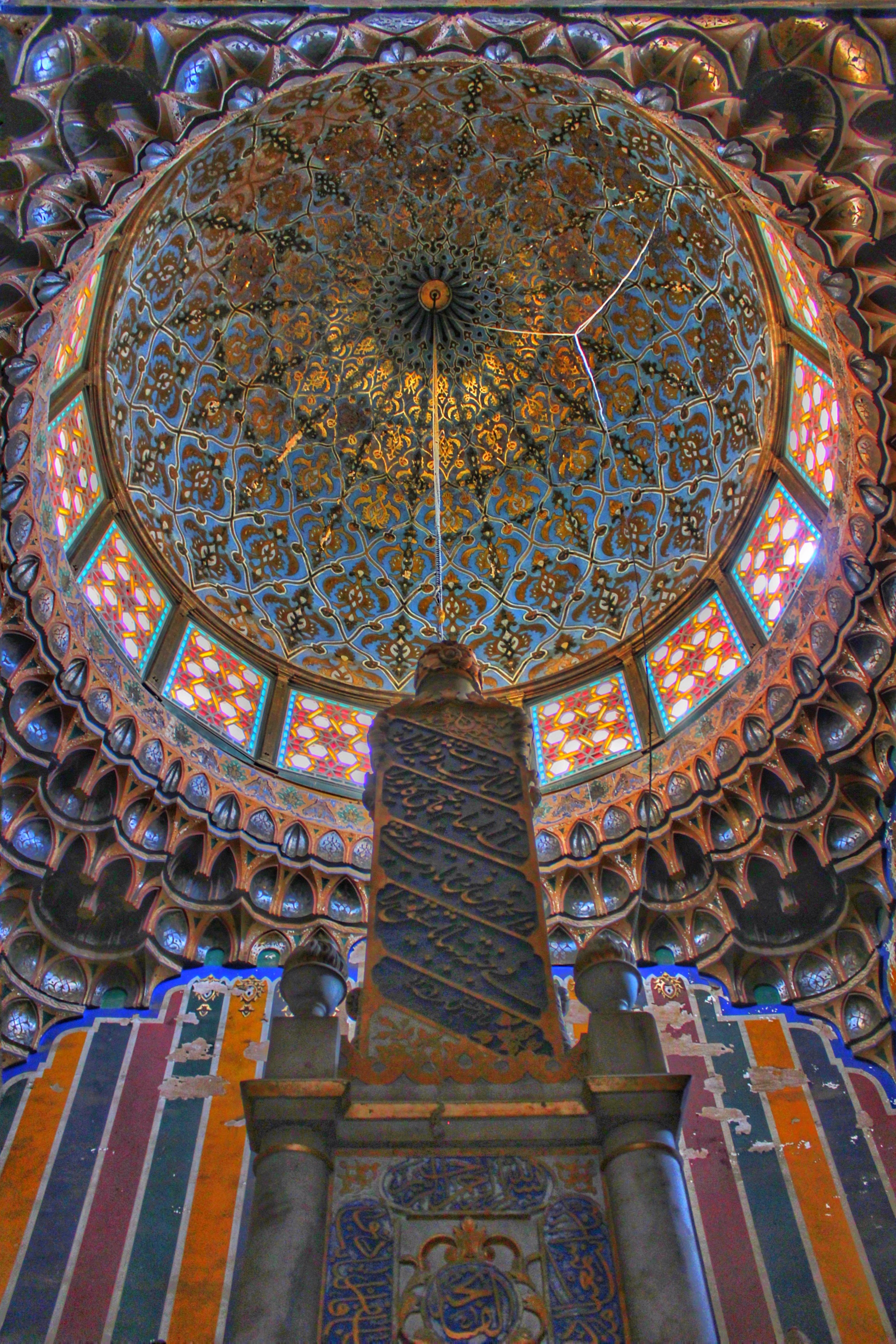
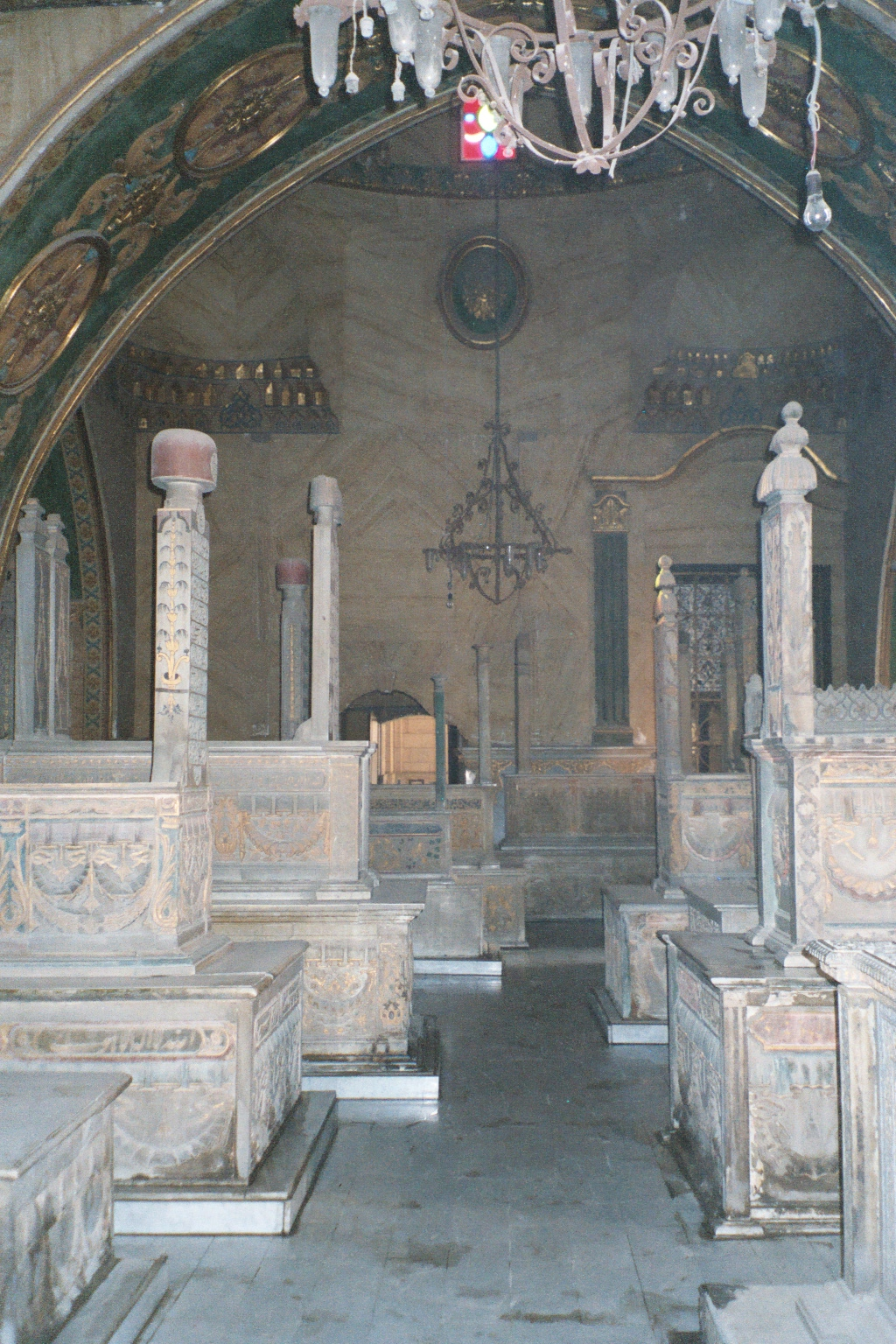
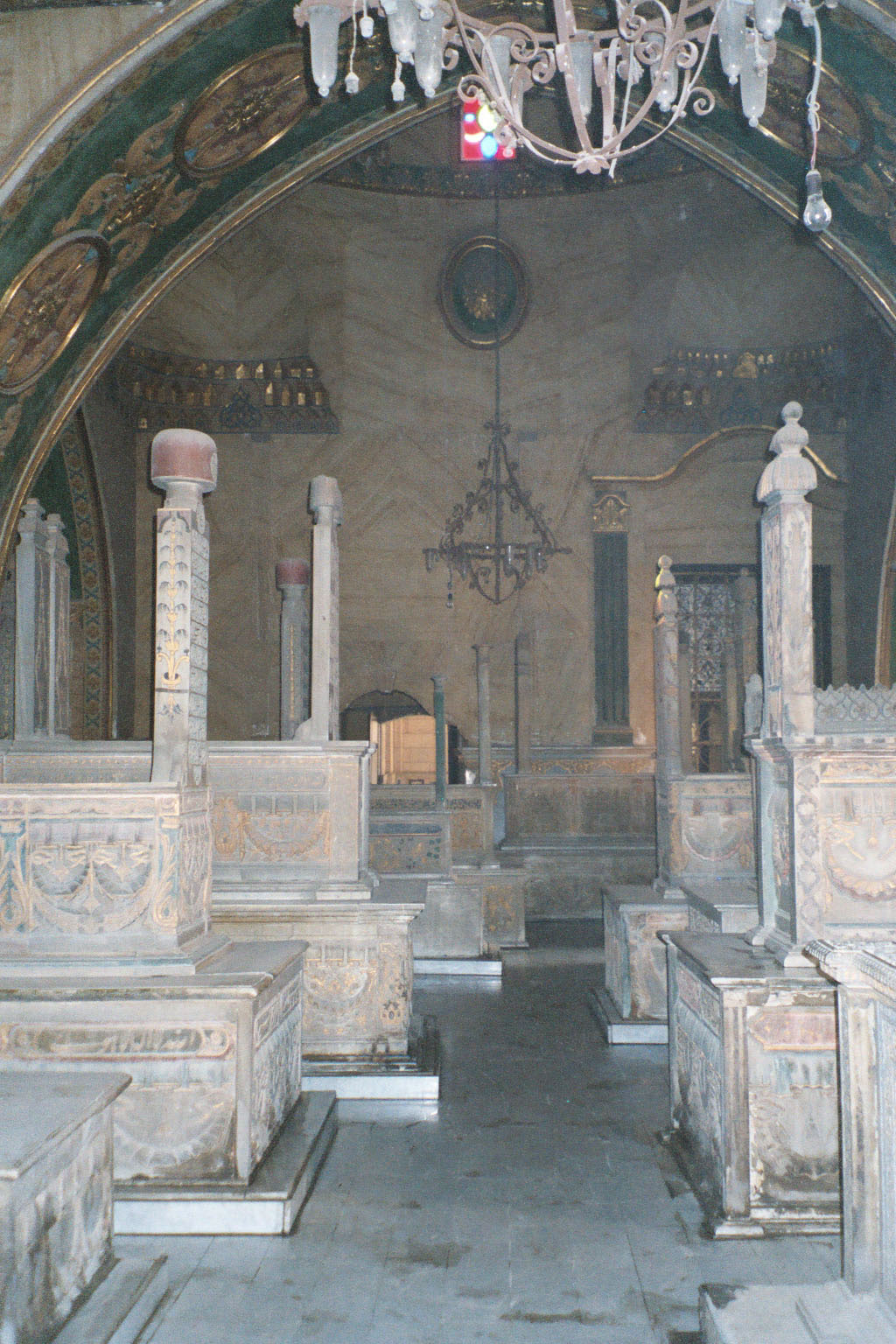